# ゼルダの伝説 神々のトライフォース2
『ゼルダの伝説 神々のトライフォース2』（ゼルダのでんせつ かみがみのトライフォースツー、英題：The Legend of Zelda: A Link Between Worlds）は、2013年12月26日に任天堂から発売されたニンテンドー3DS用アクションアドベンチャーゲーム。

## 概要
1991年にスーパーファミコンで発売された『ゼルダの伝説 神々のトライフォース』の続編で、この冒険から長い時が流れた「ハイラル」の地が今作の舞台である。作品内では『神々のトライフォース』の名残を感じさせるような類似した景色が多く用いられている。一方で、ハイラルとパラレルワールドのような関係にある世界「ロウラル」も存在し、2つの世界を行き来しながら両方を救う戦いが展開される。
本作の特徴的なシステムの一つとして、主人公のリンクが壁画になって壁面を移動するギミックがある。壁画状態のリンクは壁の隙間を通り抜けたりトラップを回避したりすることができ、この能力を謎解きに利用する場面もある。また、これまでのシリーズ作品ではダンジョンを決められた順番に攻略していくことが多かったが、本作では途中から順不同で攻略することが可能となっている。
本作の発売日には、表面にトライフォースが描かれたニンテンドー3DS LL本体と本作のダウンロード版のセット『ゼルダの伝説 神々のトライフォース2 パック』が同時発売された。
テレビCMの楽曲は『神々のトライフォース』のCMと同じくスチャダラパーが担当しており、『神々のトライフォース』の時と同じフレーズを使いつつ、3Dのアクションであることや絵になって移動できることといった本作の特徴をラップで紹介している。

## 主なキャラクター

### 主要キャラクター
リンク（声：斎賀みつき）
本作の主人公。ハイラルの鍛冶屋見習いの少年。あるきっかけで冒険へ旅立つことになり、後にラヴィオの腕輪の力で壁画化能力を会得する。
ゼルダ（声：藤村歩）
ハイラルの王女で、トライフォースの管理者。ハイラル城でユガによって絵画に閉じ込められ、ロウラルへ連れ去られるが、後にトライフォースが分裂した際には知恵のトライフォースが宿る。その後、最終決戦ではリンクに光の弓矢を託す。
ユガ（声：荻野晴朗）
ロウラルの司祭。丁寧な口調で話すが、美意識が高く、七賢者やゼルダ、それらを描いた自分の絵を「美しい」と評す一方で、リンクを始めとするそれ以外の人間を「美しくない壁絵の落書き」と罵っている。また、人間や魔物を絵画に変える能力を持ち、自身も自由に壁画になれる。ロウラルの聖地で偶然にハイラルに繋がる裂け目を発見し、ハイラルにトライフォースがあることを知ってヒルダと共にハイラルのトライフォースを利用することを企てる。
ヒルダ（声：はやみけい）
ロウラルの王女。荒廃したロウラルを立て直すためにハイラルのトライフォースを利用することを画策し、ユガをハイラルに派遣した。その後は勇気のトライフォースを覚醒させるために、賢者を救出しにロウラルにやって来たリンクがユガに襲われピンチになった際に現れて、ユガの力を抑えリンクを救出したフリをしてリンクの信頼を得、その後のロウラルでの冒険をサポートする。最終決戦でゼルダの持つ知恵のトライフォースを取り込んだが、トライフォースの使い道でユガと意見が合わなくなり、絵に封印されてユガに取り込まれた。その後、ユガが倒された後も諦めきれずにいたが、直後に駆け付けたラヴィオに説得され、己の行いがかつてのロウラルの歴史を繰り返しているだけに過ぎない事を悟ったことで改心し、リンクとゼルダをトライフォースと共にハイラルに送り返す。
ラヴィオ（声：不明）
ウサギの覆面を被った旅の商人。ハイラルを訪れたところでユガに敗れて倒れていたリンクに偶然出会い、彼の家に運んで手当てをした。その後は持っていた古びた腕輪との交換で半ば強引にリンクの家に住み着くようになり、アイテムのレンタルショップを開くという形で彼をサポートする。同伴している鳥の「シロ」はアイテムの回収係を担当。物語開始時点では既にアスファルにサンドロッドを貸していた。実はもともとロウラルの住人であり、かつてはヒルダに仕えていた。金に汚くリンクがショップの売り上げが入っているルピー袋に触れようとすると「命より大切なものが入っている」と言う。エンディングで素顔を見る事が出来るが、髪の色こそ違うもののリンクと瓜二つである。
サハスラーラ（声：荻野晴朗）
カカリコ村に住む賢者。
ガノン
かつてハイラルを恐怖のどん底に陥れ、勇者によって封印された魔王。力のトライフォースに封印されており、ユガがハイラルのトライフォースに触れて分裂した際にユガに宿ったためにユガとヒルダによって召喚され、秘術によってユガに取り込まれた。

### 七賢者
かつてガノンに戦いを挑んだ七賢者の末裔達。ユガによって絵画に閉じ込められてロウラル各地の迷宮に封印されていたが、後に迷宮から解放されたことで賢者として覚醒し、リンクに力を与える。
なお前作『神々のトライフォース』ではゼルダが七賢者の一人だったが、本作のゼルダは七賢者に含まれておらず、『神々のトライフォース』のゼルダの血縁者も含まれていない。
グリ（声：斎賀みつき）
リンクが働いている鍛冶屋一家の一人息子。ユガによって闇の神殿に封印されたが、解放後は賢者として覚醒する。
オーレン（声：はやみけい）
スベスベ石を盗まれたために姿を変えられたゾーラ族の女王。水のほこらに封印されたが、解放後は賢者として覚醒する。
セレス（声：はやみけい）
ユガに真っ先に付け狙われていた教会のシスター。ドクロの森に封印されたが、解放されると賢者として覚醒する。
アスファル（声：荻野晴朗）
サハスラーラの弟子の青年。セレスが連れ去られたことを知ってユガに興味を持つが、後にリンクの目の前でユガに捕まってはぐれ者の村の小屋に封印される。解放後は賢者として覚醒する。ラヴィオからレンタルしたサンドロッドを所持したまま封印されたため、彼を解放するまでサンドロッドは使用できない。
ロッソ（声：荻野晴朗）
ヘブラ山の鉱山で採掘をしている男性で、リンクや鍛冶屋一家の古い友人。氷の遺跡に封印されたが、解放後は賢者として覚醒する。
アイリン（声：斎賀みつき）
魔法使いの少女。占いで緑の者に親切にするといいことがあると聞いていたためにたまたま通りかかったリンクにベルを託す。その後はユガによって悪魔の沼の西の砂地に封印されたが、解放後は賢者として覚醒する。
インパ（声：はやみけい）
ハイラル城に務めるゼルダのお付き。セレスが連れ去られたことを報告に来たリンクをゼルダに謁見させるが、後にユガによって封印されてカメイワに閉じ込められる。解放後は賢者として覚醒する。

### ダンジョンボス
ユガ（1回目）
東の神殿のボス。壁の中を移動しながら、魔法で攻撃する。
ゲト・マーゴ
風の館のボス。駒の様な形の頂点に目玉がついた円盤状のモンスター。周囲に穴のあいた部屋を動き回っているが、自分からは攻撃しない。
デグテール
ヘラの塔のボス。前作でも同ダンジョンのボスとして登場した大型の芋虫。自分からは攻撃せず、フロアを動き回っている。尻尾が弱点。攻撃されるたびに動きが速くなる。のちにロウラル城でも中ボスとして登場。
ユガ（2回目）
ハイラル城のボス。今度は3体に分身して、電撃を放ってくる。
ジュエルロック
闇の神殿のボス。前作で同ダンジョンのボスとして登場した「ジークロック」から発展した獣型のモンスター。頭が弱点。最初は仮面をつけており、仮面が外れた後は雄叫びで燭台の火を消して高速で暴れまわる。
ワート
水のほこらのボス。前作でも同ダンジョンのボスとして登場した1つ目がついた大型のクラゲ。最初は泡につつまれた目玉を身にまとっている。目玉がなくなるとジャンプして踏みつけたり、レーザーを打ってくる。のちにロウラル城でも中ボスとして登場。
ナックルマスター
ドクロの森のボス。右手の形をしていて、手の平に目玉がついている。グーの手で殴りかかるほか、体力が減ってくると手を広げて押しつぶしてくる。
スタルブラインド
はぐれ者のアジトのボス。骨格だけのモンスター。剣と盾を持っている。体力が減ると盾を捨てて回転斬りをしてくるほか、さらに体力が減ると頭が分離する。また、ユガ以外のボスの中では珍しくセリフがある。
ブラックシュアイズ
氷の遺跡のボス。1つ目の毛玉状のモンスター。氷の結晶をまとっており、三角形結界攻撃をしかける。本体は氷で三重に覆われている。
ザーガナーガ
砂漠の神殿のボス。植物のようなモンスター。流砂の中を移動し、柱から頭を出し子分を飛ばす。体力が減ると花が開いてビームを撃ってくるようになる。
ボルガロック
カメイワのボス。岩をかぶった亀のようなモンスター。最初は溶岩の中にいて背中から火柱を噴き出すが、体力が減ると金網に上がり、首を伸ばしたり回転攻撃をするようになる。
ユガ（3回目）
ロウラル城のボスで今作のラストボス。ガノンと合体し、力のトライフォースの力を得たユガ。第1形態はトライデントを振り回しての肉弾戦がメインで、知恵のトライフォースを取り込んだ第2形態では光球を投げてラリーを仕掛け、自分に当たると壁に逃げる。

## フィールドとダンジョン
今作はハイラルと、パラレルワールドの関係にあるロウラルの2つの世界が舞台。前半はハイラルで物語を進めていき、ある時点からハイラルとロウラルを行き来して進めていく。ロウラルとハイラルとは壁の亀裂でつながっており、壁画で通ることで行き来できる。

### 主な地理

#### ハイラル
リンクやゼルダが住んでいる世界。
リンクの家/ラヴィオの店
リンクの家。のちにラヴィオが住み着き、アイテムショップとなる。ハイラル城の南に位置する。
カカリコ村
ハイラルの西にある村。ゾーラ族からスベスベ石を盗んだ男を追ってやってくる。サハスラーラはここに住んでいる。ハチおじさんやコッコねえさんも住んでいる。ミルクバーやアイテムショップがある。
ヘブラ山
ハイラル北東部の火山。ロッソの鉱山やヘラの塔がある。
あやしの砂漠
ハイラル南西部にある砂漠。砂漠の神殿がある。通常手段ではいけない。
ハイリア湖
ハイラル南東部にある湖。風の館がある。近くにアイテムショップがある。
迷いの森
カカリコ村の北にある、マスターソードが封印されている森。その前の森にはゴシップじいさんが住んでいる。
東の神殿
ハイラル城の東にある神殿。裏手に魔法オババの店（クスリ屋）があり、さらにその奥に進むとゾーラの里がある。
ハイラル城
マップのほぼ中央に位置する城。ゼルダやインパがおり、ハイラルの歴史を学べる所がある。物語上3度訪れることになり、2度目は魔物でいっぱいになっている。ある所から訪れることができる王の間には妖精が飛んでいる。

#### ロウラル
ヒルダが統治する世界であり、ハイラルとは対となる世界。異世界ではあるが、前作『神々のトライフォース』（以下、単に前作とする）の闇の世界とは関係がない（そもそも闇の世界はハイラルのトライフォースが安置されていた聖地をガノンが支配したことでできたものである）。ただし、各地名や神殿の名前は前作の闇の世界と同じものが使用されており、地形もほぼ同様である。もともとはこの世界にもトライフォースがあったが、トライフォースをめぐって争いが絶えず、これを鎮めようとしてヒルダの先祖がトライフォースを破壊したため、現在は荒廃している。地面が割れているため、エリア同士の相互の行き来は出来ない。
はぐれ者の村
ロウラル西部にある村。ハイラルでカカリコ村がある場所に位置する。村の中でも魔物が闊歩し、一部の建物は崩壊している。村の広場には仮面を被って「ムンジャラ〜モンジャラ〜」と唱える怪しげな宗教団体がいる。
デスマウンテン
ロウラル北東部にある山。ハイラルのヘブラ山にあたる。ハイラルと対照の世界であるためか、他の作品と異なり本作では雪山になっている。
悪魔の沼
ロウラル南西部の湖沼地帯。ハイラルであやしの砂漠がある場所。西部には砂地があり、アイリンはここに封印されている。
ドクロの森
ダンジョンの項を参照。

### ダンジョン
ハイラルに5つ、ロウラルに7つのダンジョンがある。
他シリーズのダンジョンと比べて全体的に浅めだが、その分謎解き要素が複雑になっている。

#### ハイラルのダンジョン
東の神殿
ハイラル東部にある。最初のダンジョンなので難易度は低い。弓矢を使ってクリスタルスイッチを作動させる個所がある。ボスはユガ。
風の館
ハイリア湖の風車小屋の中にあるダンジョン。トルネードロッドを駆使して探索する。ボスはゲト・マーゴ。
ヘラの塔
前作にもあった、ヘブラ山に立つ高い塔。今作では前作よりも縦に細長い構造となり、全13フロア。ハンマーと顔ブロックを駆使して登っていく。ボスはデグテール。
ハイラル城
ハイラル王国の城。ボスはユガ。

#### ロウラルのダンジョン
ハイラルのダンジョンでの大きな宝箱は大きな扉の鍵が入ったもののみであったが、ロウラルのダンジョンからコレクトアイテム(服やマスターソード強化素材など)が入った大きな宝箱が追加されている。
闇の神殿
ロウラル東部にある神殿で、ハイラルでは東の神殿がある場所。光に関係する仕掛けや、真っ暗闇でないと見えない足場や壁などが存在する。ボスはジュエルロック。
水のほこら
ロウラル南部にあるダンジョン。水に関係する仕掛けが多く登場する。謎解きや移動でフックショットを多用する。ボスはワート。
ドクロの森
ロウラル北西部（ハイラルで迷いの森がある場所）の森林地帯とその地下の迷宮。地上と地下を行き来して進んでいく。地下迷宮ではフォールマスターが頭上から付けて来る。ボスはナックルマスター。
はぐれ者のアジト
はぐれ者の村にあるダンジョン。地下にはボスの秘密を知ってしまった女盗賊がとらわれている牢屋があり、後半は彼女を連れて脱出することになる。ボスはスタルブラインド。このダンジョンに入るには合言葉が必要となる。
氷の遺跡
デスマウンテンにあるダンジョン。足元が氷になっている箇所が多く、道が細いところが多いので慎重な操作が求められる。ファイアロッドを使ったり、顔の像の舌を引っ張って仕掛けを作動させながら進む。ボスはブラックシュアイズ。
砂漠の神殿
あやしの砂漠にあるダンジョン。砂地が多く、サンドロッドが活躍する。ボスはザーガナーガ。ダンジョンそのものはハイラルにあるが、ボス戦はダンジョンを抜けたところにある亀裂からロウラルに抜けた、悪魔の沼西方の砂地で行われる。
カメイワ
ロウラルにある亀の形の岩の中にあるダンジョン。ダンジョンの全体図が亀の形をしている。内部は溶岩に満たされており、アイスロッドで溶岩を冷やしながら探索する。ボスはボルガロック。
ロウラル城
ロウラルの中心部にある城で、本作のラストダンジョン。4か所にいる中ボスを倒して大きな扉を開放するのが目的。その先にラストボスが待つ王の間がある。

## アイテム

### コレクトアイテム

#### 剣
忘れ物の剣
ハイラルの兵士長が鍛冶屋に置き忘れた剣。誰にでも扱えるよう設計されており、威力は低め。
マスターソード
迷いの森奥深くに眠っていた退魔の剣。ハイラル城を封じている魔力を打ち破ることができる。また、ハートが全快の時に振ると剣ビームが出せる。
マスターソードLV2
マスターソードを強くできる特殊鉱石『マスターストーン』をある人物に渡すことで入手できる。刀身が赤くなり、威力が向上する。
マスターソードLV3
マスターソードLV2を所持した状態で、ある人物に『マスターストーン』を渡すことで入手できる。刀身が黄金色に輝き、剣ビームの威力も上昇する。

#### 服
緑の服
リンクが最初から着ている鍛冶屋の仕事着。鍛冶屋のおかみさん特製の服。
青の服
被ダメージが半減される服。
赤の服
青の服からさらに被ダメージを半減する特殊繊維で編みこまれた、今作最強の服。

#### 盾
盾
店で50ルピーで購入できる普通の盾。矢や石などの物理的な投擲物を防ぐことができる。
ハイリアの盾
古代の技術で作られた盾。普通の盾では防げなかった炎やビムのレーザーなども防げるようになり、さらにライクライクに食べられない。バクダンの爆風など一部の攻撃は防げない。カメイワで手に入る。

#### 装備品
ラヴィオの腕輪
ラヴィオがリンクの家に住み込むことになった際にお礼として受け取った古びた腕輪。壁に密着して使用することで壁画化することができる。
ゾーラの水かき
ゾーラ族に伝わる高性能の水かき。深い水場で溺れなくなり、潜ることができる。
パワーグローブ
鉱石屋ロッソが愛用するグローブ。小さな岩を持ち上げることができる。
パワフルグローブ
大きな岩を持ち上げることができる最強のグローブ。
ハチバッヂ
草むらなどから出現したハチに襲われなくなり、味方をしてくれるようになる。ハチバッヂ入手後はハチに攻撃できなくなる。
ペガサスの靴
Lボタンを押すことで向いてる方向に剣を構えてダッシュすることができる。進行方向と逆にスティックを切ることでブレーキが可能。
頑張りの秘訣
頑張るためのコツが記された巻物。がんばりゲージが1.5倍になる。

### セットアイテム
カンテラ
リンクを中心に周りがやや明るくなり、燭台に火を灯すことができる。
スーパーカンテラ
カンテラの強化版。火を灯すアクションのダメージが8倍になる。
ムシ獲りアミ
ハチや妖精を捕まえることができる。
スーパームシ獲りアミ
ムシ獲りアミの強化版。アクションにダメージ判定が付き、攻撃力が8倍になる。これを連続で振り回すとヒノックスも倒せる。
ヒントメガネ
世界の至る所に存在するヒントオバケが可視化できるようになる。その名の通り、ゲーム攻略に関するヒントを聞くことができる。ヒントを聞くにはゲームコインが1枚必要。
ビン
ムシ獲りアミで捕らえた蜂や妖精、店で入手した薬を入れることができるビン。ハイラル・ロウラル合わせて5つのビンが存在する。
光の弓矢
壁画化しているときにのみ使用可能。トライフォースの光を纏っている。

#### ラヴィオのアイテム
ラヴィオの店からレンタルしたアイテムはリンクが力尽きるまで借り続けることができ、力尽きた際は自動的に回収され、再びラヴィオの店に並ぶことになる。
ラヴィオのアイテムは使用すると画面左下に表示される『がんばりゲージ』が減少する（ゲージは時間と共に徐々に回復する）。レンタルアイテムはグラフィックにラヴィオのフードのマークが付いており、買い取ることでこのマークが消滅し、力尽きた際の返却義務がなくなる。
また買い取ったアイテムはある条件を満たすことで性能を強化することができ、名前も「ナイス○○（アイテムの名前）」に変更される。
弓矢
ラヴィオの店から20ルピーでレンタル可能。矢を射ると敵や障害物に当たるまで飛び続け、遠距離攻撃用アイテムとしては最も適している。他シリーズと違いがんばりゲージを消費して撃つため、矢の本数という概念は存在しない。買い取り価額は800ルピー。
強化後は一度に3方向に矢を放てるようになり攻撃範囲が広がるが、１本当たりの威力は変化なし。
ハンマー
ラヴィオの店から20ルピーでレンタル可能。目の前を叩くことで杭を打ったり、敵を攻撃したりすることができる。また地面を叩いた際に発生する衝撃波により敵の動きを暫く止めることができる。威力も高いが、リーチは剣より短く振り下ろすまでに少々隙がある。買い取り価額は800ルピー。
強化後は攻撃力が更に上がり、衝撃波の範囲も広がる。
トルネードロッド
ラヴィオの店から20ルピーでレンタル可能。周囲に竜巻を発生させ真上に飛び上がり、一定時間宙に浮かぶことができる。
但し宙に浮かぶといってもあくまで「上方向に垂直上昇する」のみで、浮かんでいる間は前後左右への移動はできない。（ダンジョン内の仕掛けを併用するかたちで移動することは可能。）
発生する竜巻に巻き込むことで敵を気絶させることができ（ダメージは与えられない）、なおかつ炎を纏った敵や燃えている仕掛けに対しては炎を吹き消すことができる。効果範囲も用途も広い強力なアイテムだが、その分がんばりゲージの消費は全アイテム中最大。買い取り価額は800ルピー。
強化後は竜巻の範囲が広がり、敵にある程度のダメージも与えられるようになる。
ブーメラン
ラヴィオの店から50ルピーでレンタル可能。
投げると前方に飛んでいき、手元に戻ってくる。敵に当てると動きを暫く止めることができる他、離れた場所にあるアイテムを回収したり、仕掛けにぶつけて作動させたりすることもできる。但し攻撃力はない。買い取り価額は800ルピー。
強化後はスピードと飛距離が増し、一度に3つまで連続で投げられるようになるが、相変わらず攻撃力はない。
フックショット
ラヴィオの店から50ルピーでレンタル可能。
ブーメラン同様、敵の動きを止めたり、離れた場所にあるアイテムを回収したりできる他、引っ張って作動させるタイプのオブジェクトを遠くから起動させたり、特定のオブジェクトに刺すことで崖や吹き抜けを飛び越えて移動することができる。
尚、今作では宝箱には刺さらない。買い取り価額は800ルピー。
強化後は射出速度が上がり、敵にある程度のダメージも与えられるようになる。
バクダン
ラヴィオの店から50ルピーでレンタル可能。
置くと一定時間後に爆発し、敵を攻撃したりもろい壁を破壊したりすることができる。攻撃力は非常に高いが、リンク自身も爆風に当たるとダメージを受ける。
置いた爆弾を担いで投擲することも可能。弓矢同様がんばりゲージを消費するため残数の概念はない。買い取り価額は800ルピー。
強化後は爆弾そのものが一回り大きくなり、爆発の威力と範囲が向上する。
ファイアロッド
ラヴィオの店から100ルピーでレンタル可能。火の玉を前方に飛ばし、着弾地点から火柱が上がり、その後ある程度の距離を火柱が前進する。
火柱は氷を溶かす他、氷のガーゴイルを一撃で倒すことができる。また、火柱はある程度の高さまで発生し、頭上の鉄網を貫通したり、氷柱を溶かすこともできるが、水面では火柱が立たずすぐに消えてしまう。
攻撃力は低めだが、前進する火柱の性質上、敵に何度も当たって連続してダメージを与え易いため、結果的なダメージ量は大きくなる。但しリンク自身も火柱に当たるとダメージを受ける。
強化後は攻撃力が倍増、火柱が大きくなり前進距離も長くなる。そのため更に連続してダメージを当て易くなっていて、複数の敵をまとめて攻撃することもできるなど、総合的にはかなり強力なアイテムになる。
アイスロッド
ラヴィオの店から100ルピーでレンタル可能。リンクの前方上空に氷塊を発生させて地面に落とす。
溶岩を一定時間冷え固まらせるほか、敵や一部のトラップに使用することで一定時間凍結させて動けなくする。赤バブルの炎を消すことも可能。
氷塊はある程度高く発生し、頭上の敵を攻撃することも可能。買い取り価額は1200ルピーでファイアロッド同様ラヴィオの店で最高額。
強化後は１度に４つの氷塊を発生させられるようになる。
サンドロッド
ラヴィオの店で50ルピーでレンタル可能だが、ある人物がリンクより先に借りているため暫くレンタルできない。
砂のある場所で使用することで一定時間、前方に砂の壁を作り出すことができる。砂の壁には壁画化できる他、ビムのレーザーを遮断したり、砂の中にいる敵やアイテムなどを地上に引き上げたりすることができる。
砂のない場所でも使用できるが、その場合は前方に砂煙を発生、敵に当てて気絶させることができる。買い取り価額は800ルピー。
強化後は砂の壁が時間経過では崩れなくなり、敵に砂煙を当てた際の気絶時間も延びる。

## ミニゲーム
これまでのシリーズ同様、一部のミニゲームの景品にハートのかけらが出ている。今作ではルピーを稼げるものが多い。
宝箱屋(ハイラル)
カカリコ村にある。50ルピーを支払って、2つの宝箱のうちどちらかを開ける。一方は1ルピー、もう一方は100ルピー。
コッコよけ
狭いフィールドに飛来するコッコ(ニワトリ)に当たらないよう、動き回って避ける。3種類の難易度があり、いずれも30秒逃げ切ればクリア。「エンドレス」ではコッコに当たるまでプレイでき、ベストタイムが記録される(最高16分40秒)。
ダダっとレース
ハイリア湖の北東からロッソの家の裏まで、徒歩・泳ぎだけで制限時間内にたどり着けばクリア。制限時間は最初は1分15秒、2回目が1分5秒。実は物語中盤からはある“抜け道”の利用が可能になる。クリアすると100ルピーをくれる。
ギリギリルピー
30秒以内でルピーを集める。30秒以内でカウントをストップしなければ没収となる。ストップタイムに応じて倍率ボーナスがつく(30秒に近いほど多い)。ハイラルとロウラルで参加料や地形などが違う。
オクタ球場
ロウラルの広場でプレイできる。投げられるボールを打ち返して、フィールドにおかれた24個のツボを割っていく、野球のようなゲーム。30球投げた時点で終了し、それまでに獲得したルピーがそのまま賞金となる。100ルピー以上獲得でハートの欠片が手に入る。
宝箱屋(ロウラル)
はぐれ者の村にある。200ルピー支払って、15個の宝箱の中から任意に3つ選んで開ける。さまざまな金額のルピーのほか、薬の材料が手に入ることもある。一度だけハートの欠片が手に入る。
痛快!大バトル道場
デスマウンテンの、前作でガノンの塔があった場所に立っている塔。フィールドにいる敵を残らず倒して上に登っていき、最上階を目指す。最上階で敵全滅した時点でクリア。基本的にはザコ敵の集団が現れるが、コースによっては特定フロアで中ボスクラスの敵(デカファンギン、ギガバリ、ロウラル鉄球兵)やデグテールと戦うことになる。全特典を手に入れようとすると5回クリアしなければならない。
シャドウリンク
3DSの本体機能のすれちがい通信を行うことにより、他のプレイヤーがシャドウリンクとして登場しバトルすることができる。
トレジャーハント
ハイラル、およびロウラルの各地に小型のダンジョンがあり、宝箱を開けることでルピーが入手できる。宝箱に到達するためには、アイテムやテクニックを駆使する必要がある。

## 開発
本作の開発は『ゼルダの伝説 大地の汽笛』の開発が終了した直後から始まったが、『大地の汽笛』のスタッフは『ゼルダの伝説 スカイウォードソード』の開発に充てられたため、本作の開発スタッフは当初は四方宏昌と毛利志郎を含めて3人しかいなかった。3人で模索し始めて半年後、宮本茂へ企画の説明をするも「20年前の企画」と評価されて成果が出なかった。その後考え直した結果、四方は「リンクが壁に入る」アイデアを思いつき、これが「リンクが壁画になるシステム」へと繋がった。このアイデアを基に試作が制作され、本格的に開発が進むかと思われたが、開発スタッフ3名ともWii Uのローンチタイトルなど他のプロジェクトに関わることになったため、一旦開発は中断された。
その後『スカイウォードソード』の開発が終わり、次の企画を考えていた青沼英二は日本国外ユーザーからニンテンドー3DS用の新作ゼルダの期待があったことや、「壁に入る」アイデアに新しいゼルダの感じていたことから、四方や毛利の不在のまま本作の開発を再開することに決めた。四方と毛利が戻ってくるまでの間、冨永健太郎が「壁に入る」アイデアの改良に取り組み、宮本へプレゼンテーションするも酷評だったが、一方で冨永は宮本や青沼から『神々のトライフォース』を基にしたらどうかと助言を受けた。青沼も過去に宮本から『神々のトライフォース』を3Dで実現できないかと課題を与えられていたこともあり、「壁に入る」アイデアのほか、視点を真上から見下ろす要素を加味することによって、青沼は宮本からの課題に対する手ごたえを感じた。そして青沼は『神々のトライフォース』の地形を使用することを他の開発メンバーに提案、自身で試作し、メンバーを納得させ、試作を見た宮本も了承した。
作品内の描画は秒間60フレームレートが採用された。青沼は従来通り「ゼルダは30フレームで大丈夫」と考えていたが、毛利は60フレームにこだわり、結果的に3Dの立体視は安定し、リンクが剣を振るなどのアクションはスムーズになり、『ゼルダの伝説 時のオカリナ 3D』では実現できなかった、タッチスクリーンを使用してのドラッグ＆ドロップでアイテムのセットができるようになった。
また本作のタイトルは日本国外では続編であることを意識させない「A Link Between Worlds」というサブタイトルにしており、国内のタイトルについて「『2』なんか付けたら、リメイクと思われますよ」と言うスタッフもいたが、同じハイラルというフィールドを使用し、かつ真上からの視点という共通点から青沼は『神々のトライフォース2』に決定した。
その後本作は2013年4月17日配信の「Nintendo Direct Luigi special 2 2013.4.17」で初公開された。

## 関連作品
- ゼルダ無双 - 本作のラヴィオとユガがプレイヤーキャラクターとして登場している。また、ニンテンドー3DS版『ゼルダ無双 ハイラルオールスターズ』のモードの一つ「アドベンチャーモード」では、本作をモチーフにした「ロウラルマップ」が登場する。